# Taufkirchen an der Trattnach
Taufkirchen an der Trattnach è un comune austriaco di 1 981 abitanti nel distretto di Grieskirchen, in Alta Austria; ha lo status di comune mercato (Marktgemeinde).